# Грацианський Микола Павлович
Микола Павлович Грацианський (19 вересня (2 жовтня) 1886, село Йорліно, Скопинського повіту Рязанської губернії, — 4 листопада 1945, залізнична платформа Рассудово, Московська область) — російський і радянський історик-медієвіст.

## Біографія
Микола Грацианський походить з родини священика. У десять років його віддали до Скопинського духовного училища, а потім він продовжив навчання в Рязанській духовній семінарії. У 1906 році вступив на історико-філологічний факультет Казанського університету. Захоплення історією середньовіччя виникло у Грацианського під впливом діяльності професора Володимира Піскорського. Його студентську роботу в 1908 році нагороджено історико-філологічним факультетом золотою медаллю, а згодом надруковано під назвою «Паризькі ремісничі цехи в XIII—XIV століттях».
У 1910 році Грацианський здобув вищу освіту, отримавши диплом 1-го ступеня. З осені того ж року працював викладачем історії середніх віків на Казанських вищих жіночих історико-філологічних курсах. Микола Грацианський був залишений на два роки при кафедрі загальної історії Казанського університету (спеціально на відділі середньовіччя) з 1 січня 1911 року. У 1914 році Грацианський здав магістерські іспити і 17 червня того ж року прийнятий до числа приват-доцентів університету. Під час громадянської війни продовжував викладати в Казанському університеті, а 10 серпня 1921 року затверджений професором.
На початку жовтня 1922 року Микола Грацианський приїхав до Москви. Спочатку він викладав на Пречистенських курсах. В 1923 році отримав посаду професора кафедри загальної історії на педагогічному факультеті Другого Московського державного університету. У квітні 1923 року Грацианського обрали дійсним членом Інституту історії РАНІОН, він працював в інституті до його ліквідації 1 вересня 1929 року, а потім близько року в Інституті історії при Комуністичній академії. Потім працював професором на західному відділенні Вищого педагогічного інституту, що виділився від другого МДУ, але відділення інституту було невдовзі також ліквідовано. Микола Грацианський читав курси історії техніки в різних вишах Москви.
До 1932 року викладав у Калінінському педагогічному інституті.
Після розширення викладання історії в 1934 році став викладачем у двох педагогічних інститутах: Московському державному та Міському, причому в обох його затвердили завідувачем кафедри історії середніх віків. Читав лекції в Московському інституті філософії, літератури та історії, а також в Інституті червоної професури. У 1935 році опублікував свою найбільшу працю «Бургундське село в X—XII сторіччях», яка зазнала критики за застосування немарксистських методів дослідження.
23 лютого 1938 року за поданням Вченої ради МДПІ Атестаційна комісія Всесоюзного комітету у справах вищої школи при РНК СРСР присудила йому ступінь доктора історичних наук без захисту дисертації. Того ж року керівництво МДУ запросило Миколу Грацианського на кафедру історії середніх віків. У передвоєнний час набула гострого політичного звучання його стаття «Німецький Drang nach Osten у фашистській історіографії». До кінця 1942 року він підготував монографію «Боротьба слов'ян і народів Прибалтики з німецькою агресією в середні століття», яка була надрукована в скороченому вигляді в 1943 році.
Микола Грацианський трагічно загинув: убитий двома пострілами 4 листопада 1945 року, коли він йшов від залізничної платформи Рассудово на свою дачу. Злочин залишився нерозкритим.
Похований у Москві на Введенському кладовищі (ділянка № 25).

## Науковий внесок
Разом з А. Г. Муравйовим переклав історичний пам'ятник «Салічна правда», правовий кодекс, який відображав процеси, що супроводжували перехід франкського суспільства в початкову стадію феодалізму. Оригінал був складений варварською латиною і переклад джерела російською мову потребував значних зусиль. Крім того, Микола Грацианський уклав короткі коментарі до джерела і написав вступ. Згодом він повернувся до перекладу, підготував нову редакцію у 1941 році, але опубліковано її лише після його смерті.
Свої погляди Микола Грацианський найбільш повно виклав у капітальному дослідженні «Бургундське село в X—XII сторіччях», присвяченому аграрним відносинам у середньовічній Бургундії, приєднаної в VI ст. до франкської монархії і в XI ст. розділеної на два великих феодальних володіння: Бургундське королівство і Бургундське герцогство.
Займаючись цією темою, Микола Грацианський проаналізував масу матеріалу. Дослідження ґрунтувалося на вивченні десятків тисяч дарчих грамот та інших документів, обсяг яких становив в загальній складності близько 30 томів. Застосувавши різноманітні комбінації прийомів якісного аналізу грамот, Микола Грацианський витягував потрібні відомості і вибудовував їх у струнку систему, що дозволяє усвідомити особливості середовища, в якій зіткнулися римські порядки з німецькими, причому вплив перших виявилося сильнішим. Дослідження зруйнувало низку постулатів вотчинної теорії, яка односторонньо зображала той період епохою безроздільного панування феодальних володінь, а колись вільне селянство поголовно закріпаченим.

## Нагороди
- Орден Трудового Червоного Прапора;
- медаль «За оборону Москви».

## Публікації
- Парижские ремесленные цехи в XIII—XIV столетиях. Казань, 1911.
- Крепостное крестьянство на поместьях аббатства св. Германа в начале IX ст. (по данным полиптика аббата Ирминона). Харьков, 1913.
- Салическая Правда. Русский перевод Lex Salica Н. П. Грацианского и А. Г. Муравьева. С введением Н. П. Грацианского. Казань, 1913.
- Рабочие и крестьянские движения в средние века / серия «революционные движения» под ред. проф. И. Н. Бороздина (М.: изд-во тов-ва «Мир». 1924) [Архівовано 22 лютого 2014 у Wayback Machine.]
- Салическая Правда [Архівовано 22 грудня 2010 у Wayback Machine.], перевод Н. П. Грацианского, под редакцией В. Ф. Семенова, М., 1950.
- К критике «Capitulare de villis» — Известия Общества археологии, истории и этнографии. Казань, 1913, Т. 30, Вып. 2,
- Памяти М. М. Хвостова. // Известия общества археологии, истории и этнографии при Казанском университете. Казань, 1921, Т. 31, Вып. 2, С. 104.
- Traditiones каролингской эпохи в освещении Допша — Труды Института истории РАНИОН. М., 1926, Т. 1.
- Речь, произнесенная на торжественном заседании Института истории. // Ученые записки. М., 1929, Т. 10, С. 13.
- Хрестоматия по истории средних веков. Пособие для преподавателей средней школы. Под ред. Н. П. Грацианского и С. Д. Сказкина. М., 1938—1939, Т. 1—2.
- Бургундская деревня в X—XII столетиях. М.-Л., 1935.
- Немецкий Drang nach Osten в фашистской историографии. // Против фашистской фальсификации истории. М.-Л., 1939. С. 137.
- Борьба славян и народов Прибалтики с немецкой агрессией в средние века. Пособие для преподавателей. М., 1943.
- Деятельность Константина и Мефодия в Великоморавском княжестве // Вопросы истории. М., 1945. № 1.
- Из социально экономической истории западноевропейского средневековья. М., 1960.